# な行
是指在日語五十音圖中的第五行。中有四的假名發音以齒齦鼻音/n/為首，包括、四個假名。另有一個假名發生顎化，以硬顎鼻音/ɲ/為首：。
 -  -  -  -  -  -  -  -  - -  -  -  -  - 